# Teoría de la seducción

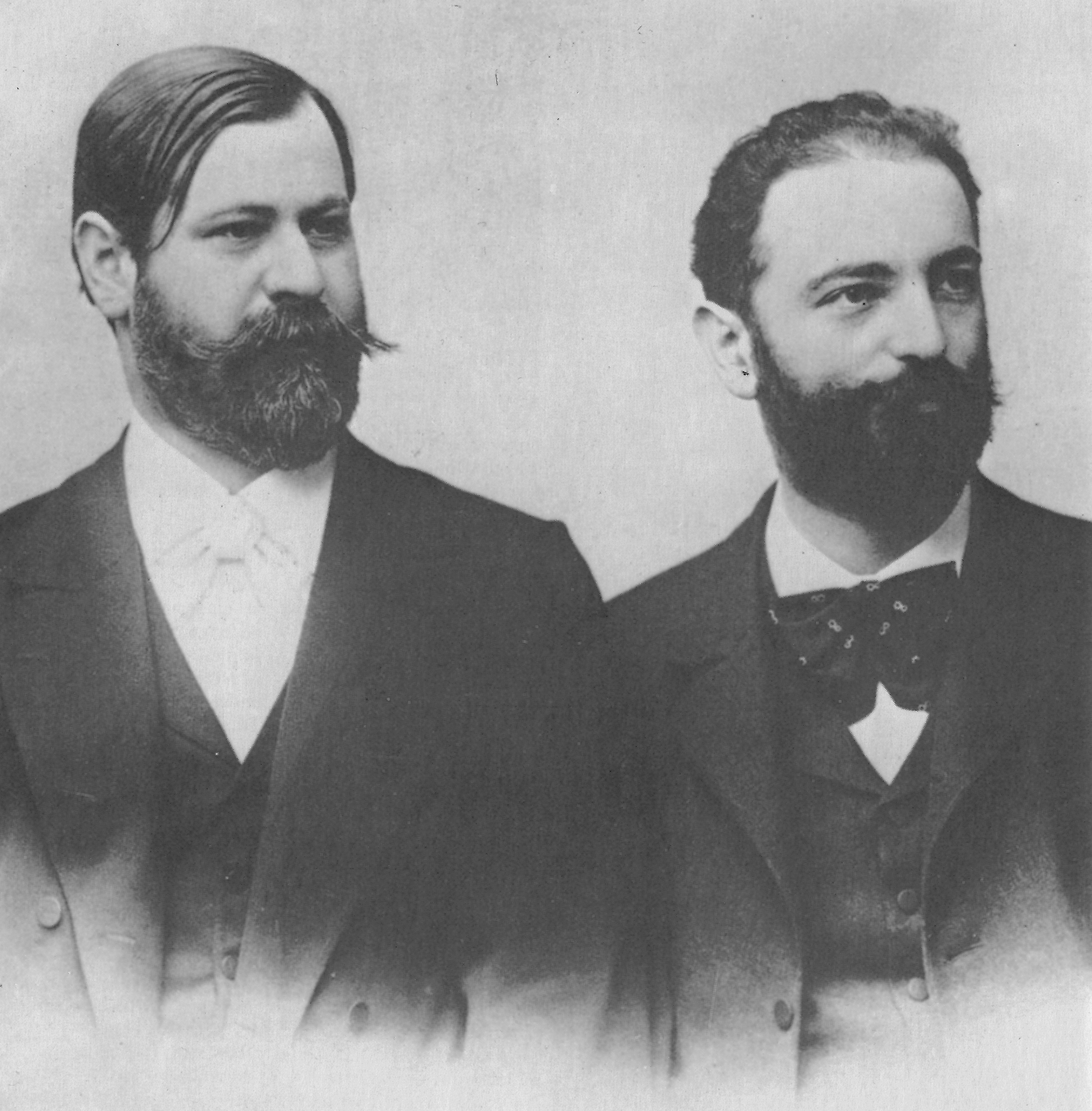
Sigmund Freud junto a su amigo Wilhelm Fliess, con quien comentó profusamente los fundamentos de la teoría de la seducción y las razones para su posterior viraje teórico (fotografía de 1890)

La teoría de la seducción es una hipótesis desarrollada por Sigmund Freud en los albores del psicoanálisis con la que pretendió explicar el origen de las neurosis atribuyéndolo a la vivencia de experiencias de abuso sexual en la infancia. En un primer momento Freud pensó que se trataba de hechos realmente sucedidos, sin embargo, desde un comienzo puso énfasis en que no era la experiencia misma, sino el correspondiente recuerdo reprimido (pero psíquicamente activo) del abuso o acoso sexual padecido en la infancia lo que provocaría la neurosis.
Freud analizó también el curso y las posibilidades de cura a la luz de esta primera propuesta. Sus investigaciones posteriores experimentaron un giro, de modo que después planteó que se trataba de fantasías inconscientes, abandonando la teoría de la seducción y desarrollando a partir de este momento el concepto de «realidad psíquica» y la serie de implicaciones teóricas que de allí derivan. Para muchos autores es justamente esta renuncia la que marca el comienzo del psicoanálisis: a partir de allí Freud pudo desplegar diversos conceptos, como el de «sexualidad infantil», «trauma» como posterioridad retroactiva y el edificio teórico del complejo de Edipo. Aunque Freud nunca terminara de renunciar a la teoría de la seducción, tampoco la reivindicó explícitamente más adelante, mientras los psicoanalistas dejaron, en su mayoría, de hablar de ella.

## Teorización
Sigmund Freud desarrolló esta hipótesis inmediatamente después de que comenzara su trabajo teórico de manera independiente de Breuer en la segunda mitad de la década de 1890. Con ella pretendía explicar la etiología de la neurosis, principalmente de la histeria, pero también de la neurosis obsesiva.
En este momento inicial del psicoanálisis, Freud pensaba que lo que sus pacientes le informaban durante las sesiones de análisis sobre sus vivencias de abuso eran siempre hechos verídicos y que estos constituían el origen de sus síntomas.
La importancia de las vivencias infantiles radica en que la libido vuelve regresivamente a ellas luego de que fue expulsada de sus posiciones más tardías: esto es, la regresión.
Freud creía que cuando una nueva escena activaba el recuerdo de esas tempranas escenas de seducción aparecía un síntoma como sustituto de ese recuerdo: en vez de recordar el paciente creaba un síntoma histérico. Una pieza indispensable de esa hipótesis fue el supuesto de procesos anímicos inconscientes que en esa época Freud estaba recién descubriendo.
En ese período de su desarrollo teórico, planteó que los recuerdos del abuso o del acoso sexual habrían sucumbido tempranamente a la represión, pero podían recuperarse mediante el tratamiento psicoanalítico y lograr que devinieran conscientes, posibilitando así la remisión de los síntomas neuróticos y la cura del paciente.

## Metáfora de las fuentes del Nilo
En su trabajo de 1896 La etiología de la histeria, Freud estaba tan seguro de la teoría de la seducción que utilizó la metáfora de las fuentes del Nilo para describir lo que él consideró su descubrimiento fundamental y aseveró en su tesis que:

[...] en la base de todo caso de histeria se encuentran una o varias vivencias reproducibles por el trabajo analítico, no obstante que el intervalo pueda alcanzar decenios de experiencia sexual prematura, y pertenecientes a la tempranísima niñez. Estimo que esta es una revelación importante, el descubrimiento de un caput Nili de la neuropatología [...]

El descubrimiento de las fuentes del Nilo fue muy importante en la geografía del siglo XIX. La época de Freud coincide con la de muchos descubrimientos geográficos, especialmente en África. El río Nilo fue siempre una fuente inagotable de recursos debido a su potente fertilidad. Gracias a su enorme trascendencia social y económica a sus orillas se desarrolló la gran civilización egipcia. Durante años el origen del río Nilo había sido un misterio para los investigadores y científicos. Los antiguos egipcios creían que las crecidas, que tienen lugar en el período más seco y cálido del año, eran un milagro divino. Heródoto fue el primer europeo que investigó el origen de sus fuentes en el año 450 a. C. En el siglo XIX los científicos competían por ser el primero en descubrir dicho origen. En 1857 la Sociedad Geográfica de Londres financió una expedición para emprender la búsqueda de las fuentes del Nilo. Distintos científicos proponían diferentes ubicaciones para las fuentes del Nilo. Fue uno de los más famosos misterios de esa época y por eso Freud lo tomó como motivo de su metáfora, de la misma manera que utilizó la metáfora del «continente negro» para describir la sexualidad femenina. Freud utilizaba habitualmente la geografía como metáfora de los enigmas por descubrir.

## Descubrimiento
Freud consideraba fundamental haber descubierto que el origen de los trastornos psíquicos se hallaba en la vida sexual de los pacientes. Este fue uno de los conceptos freudianos que más polémica generó en su momento. Estaba además convencido de que podía descubrir el contenido del inconsciente a través de sus formaciones, tales como los sueños o los propios síntomas.
En abril de 1896 dictó su conferencia sobre La etiología de la histeria en la Sociedad de Psiquiatría y Neurología de Viena. El hecho de que un médico hablase con sus pacientes mujeres sobre escenas sexuales infantiles era un escándalo en la época victoriana.
La postura oficial sostenida por los científicos en ese momento era que los niños inventaban esas historias de abuso sexual infantil. Los médicos no aceptaban que existiera la seducción sexual y mucho menos que pudieran ser los padres los abusadores de sus hijos. Eduard von Hofmann, profesor de medicina legal en la Universidad de Viena entre 1875 y 1897, afirmaba que las histéricas tenían una tendencia patológica a inventar historias y a relatar mentiras, sobre todo en sus acusaciones sexuales.
Los médicos sostenían que, en los pocos casos en los que el abuso sexual podría haber ocurrido realmente, no lo habría realizado el padre sino el personal doméstico. Creían firmemente que un abuso en la infancia era algo que se olvidaba y que no podía tener ninguna consecuencia en el psiquismo de la víctima.
En cambio Freud, no solo no dudaba de la veracidad de los relatos de sus pacientes, sino que además consideraba que la distorsión del desarrollo emocional de los niños era consecuencia directa de la seducción prematura. Lo novedoso era decir que los episodios de seducción sexual realmente habían sucedido y que constituían una experiencia traumática.
Cinco días después de la presentación, en una de sus cartas, Freud le escribe a Wilhelm Fliess, muy enojado:

Mi conferencia sobre la etiología de la histeria en la Sociedad Psiquiátrica tuvo un recibimiento muy frío por parte de esos burros. Kraft Ebing me dijo que parecía un cuento de hadas científico. Eso que yo les estaba aportando una solución para un problema de más de mil años de antigüedad, una fuente del Nilo. Se pueden ir todos al infierno.

Le pidieron que no publicara esa conferencia pero decidió hacerlo igual y lo hizo el 31 de mayo en el Wiener klinische Rundschau. El resultado  fue que el creador del psicoanálisis se sintió marginado y muy preocupado por no recibir nuevos pacientes. El 4 de mayo le escribió a Fliess que lo habían dejado solo y que sus colegas le hacían el vacío.

## Renuncia a la teoría
Freud renunció a la teoría de la seducción después de la conferencia en la Sociedad de Psiquiatría y Neurología. Cambió su explicación al afirmar que hallaba la causa de la histeria, no tanto en sucesos reales, como en fantasías de seducción de las propias pacientes. De esta manera Freud pasó a creer que el relato de sus pacientes se apoyaba en fantasías que respondían a deseos inconscientes. Poco tiempo después, elaboró la hipótesis del complejo de Edipo, en la cual el seductor pasaba a ser el niño. Abandonó (o al menos limitó) su teoría de la seducción como causa principal de la neurosis y la reemplazó por el concepto de realidad psíquica y «fantasía inconsciente», afirmando que los relatos de abusos sexuales que poblaban su consulta muchas veces eran producto de los deseos incestuosos de sus pacientes y no de acontecimientos reales vividos por los mismos. Aún así, Freud mantuvo hasta su muerte la existencia efectiva de escenas de seducción realmente vividas por los niños. En realidad, más que un abandono de la teoría inicial, se trata de la desestimación como único factor patógeno, al darse cuenta de que las fantasías podían desempeñar el mismo papel patógeno y que la realidad psíquica tenía para los sujetos valor de verdad.
En 1897 le escribió a Fliess «ya no creo en mi Neurótica» —es decir, en mi teoría de la neurosis— contradiciendo así la tesis explicativa del trauma y sumando la fantasía a su nueva hipótesis al develar el valor psíquico que ésta tenía en la vida anímica de los neuróticos:

Ich glaube an meine Neurotica nicht mehr. Das ist wohl nicht ohne Erklärung verständlich; Du hast ja selbst glauwürdig gefunden, was ich Dir erzählen konnte. Ich will also historisch beginnen, woher die Motive zum Unglauben gekommen sind. Die fortgesetzten Enttäuschungen bei den Versuchen, eine Analyse zum wirklichen Abschluß zu bringen, das Davonlaufen der eine Zeitlang am besten gepackten Leute, das Ausbleiben der vollen Erfolge, auf die ich gerechnet hatte, die Möglichkeit, mir die partiellen Erfolge anders, auf die gewöhnliche Art zu erklären: dies ist die erste Gruppe. Dann die Überraschung, daß in sämtlichen Fällen der Vater als pervers beschuldigt werden mußte, mein eigener nicht ausgeschlossen, die Einsicht in die nicht erwartete Häufigkeit der Hysterie, wo jedesmal dieselbe Bedingung erhalten bleibt, während doch solche Verbreitung der Perversion gegen Kinder wenig wahrscheinlich ist. (Die Perversion muß unermäßlich häufiger sein als die Hysterie, da ja Erkrankung nur eintritt, wo sich die Ereignisse gehäuft haben und ein die Abwehr schwächender Faktor hinzugetreten ist). Dann drittens die sichere Einsicht, daß es im Unbewusten ein Realitätszeichen nicht gibt, so daß man die Wahrheit und die mit Affekt besetzte Fiktion nicht unterscheiden kann. (Demnach blieb die Lösung übrig, daß die sexuelle Phantasie, sich regelmäß des Themas der Eltern bemächtigt.) Viertens, die Überlegung, daß in der tiefgehendste Psychose die unbewußte Erinnerung nicht durchdringt, so daß das Geheimnis der Jugenderlebnisse auch im verworrensten Delirium sich nicht verrät. Wenn man so sieht, daß das Unbewußte niemals den Widerstand des Bewußten überwindet, so sinkt auch die Erwartung, daß es in der Kur umgekehrt gehen müßte bis zur völligen Bändigung des Unbewußten durch das Bewußte.
 Soweit beeinflußt wurde ich bereit, auf zweierlei zu verzichten, auf die völlige Lösung einer Neurose und auf die sichere Kenntnis ihrer Ätiologie in der Kindheit.
Ya no creo en mi Neurótica. Pero es probable que eso no se entienda sin una explicación; tú mismo habías considerado creíble lo que yo te pude relatar. Por tanto quiero comenzar históricamente con el origen de los motivos para la falta de fe. Los continuos desengaños en los intentos de llevar a un verdadero término algún análisis, la huida de las personas que por un tiempo habían sido las más involucradas, la ausencia de los éxitos plenos, con los que yo había contado, la posibilidad de explicarme los éxitos parciales de otro modo, de manera común y corriente: he aquí el primer grupo [de motivos]. Después, la sorpresa de que en todos los casos fuera necesario acusar de perversión al padre, sin excluir al mío propio, la apreciación de la frecuencia inesperada de la histeria, donde en cada caso se conserva la misma condición, mientras que, en cambio, es poco probable una correspondiente frecuencia de la perversión contra niños. (La perversión tendría que ser muchísimo más frecuente que la histeria, porque la enfermedad solo aparece allí donde los eventos se han acumulado y se ha agregado, además, un factor capaz de debilitar la defensa). Luego, en tercer lugar, la comprensión ya segura de que en el inconsciente no hay signos de realidad, de manera que no se puede distinguir entre verdad y ficción investida de afecto. (De modo que solo restaba la solución de considerar que la fantasía sexual recurriría regularmente al tema de los progenitores.) Cuarto, la consideración de que, [aún] en la psicosis más profunda, no trasciende el recuerdo inconsciente, de modo que el secreto de las vivencias juveniles no se hace patente ni en el delirio más confuso. Cuando así se ve que lo inconsciente nunca supera la resistencia de lo consciente, de igual modo se reducen las expectativas de que en el tratamiento pueda ocurrir a la inversa, hasta llegar lo consciente a domar por completo a lo inconsciente.
Bajo estas influencias llegué a estar dispuesto a renunciar a dos ideas, a la solución completa de una neurosis y al conocimiento seguro de su etiología en la niñez.

A partir de allí desarrolló la teoría pulsional y escribió Tres ensayos de teoría sexual, en los que explicó el origen de la fantasía neurótica en la cual se juega la trama edípica reeditada nuevamente en la pubertad.
La renuncia a la teoría de la seducción significó un salto cualitativo en el desarrollo del psicoanálisis. Tras esta renuncia Freud pudo desplegar el concepto hipotético de «sexualidad infantil», el concepto de trauma como posterioridad retroactiva y el concepto de complejo de Edipo.
La medida alcanzada por este viraje explicativo y las razones que motivaron a Freud para dar este paso son, hasta el día de hoy, aspectos controvertidos en el psicoanálisis. Por un lado, se postula que el cambio hacia la nueva explicación —que clasifica estas vivencias como fantasías que respondían a deseos inconscientes— es absoluto, definitivo y con base en nuevos hallazgos clínicos. Por otra parte, hay autores que consideran este viraje como un producto forzado por las presiones que la comunidad científica ejerció en su momento y postulan que Freud personalmente habría mantenido su teoría de la seducción como elemento importante en la etiología de la neurosis, al menos como explicación para una parte importante de los casos.
Aunque en la carta a Fliess de 1897 su renuncia a la teoría del trauma y de la seducción era ya bastante clara, la primera huella publicada de un reconocimiento explícito de Freud acerca de su cambio de opinión aparece en el artículo Mis tesis sobre la teoría de la sexualidad en la etiología de las neurosis, escrito en 1905 y publicado en 1906.

## Reconocimiento tardío
Durante la década de 1980, cuando comenzaron a ampliarse los estudios sobre abuso sexual infantil, se comenzó a cuestionar la idea de «fantasías de seducción» con el argumento de que escondían casos reales de abuso y se acusó a las hipótesis psicoanalíticas de hacer invisible el abuso sexual realmente cometido y de transformar en inocentes a los perpetradores al cargar la responsabilidad sobre los niños y sus fantasías edípicas.
En 1984, en el libro de Jeffrey Masson, El asalto a la verdad, director de los Archivos Sigmund Freud y Derechos de Autor de Freud en 1981, tomando la correspondencia completa entre Freud y Fliess, cuestiona la versión oficial del psicoanálisis. Según Masson, las cartas a Fliess donde Freud relataba sus casos clínicos en los que aparecía fuertemente el tema del abuso sexual de niños por parte de adultos y la creencia de Freud en su teoría de la seducción, fueron censuradas y no publicadas en su correspondencia oficial. Algunas de estas cartas habían sido censuradas por Heinz Hartmann, Ernst Kris y Rudolph Loewenstein en la primera edición cuando fueron publicadas en 1950.
Esas cartas demostrarían que Freud nunca había dejado de creer del todo en su teoría de la seducción, pero tanto él mismo como sus colegas después de su muerte ocultaron esa evidencia. Masson sostiene que, a pesar de todas sus dudas y vueltas, Freud seguía encontrando atractiva la teoría de la seducción en su correspondencia privada.